# Tipula (Lunatipula) aphrodite
Tipula (Lunatipula) aphrodite is een tweevleugelige uit de familie langpootmuggen (Tipulidae). De soort komt voor in het Palearctisch gebied.